# ستيليان بيتروف

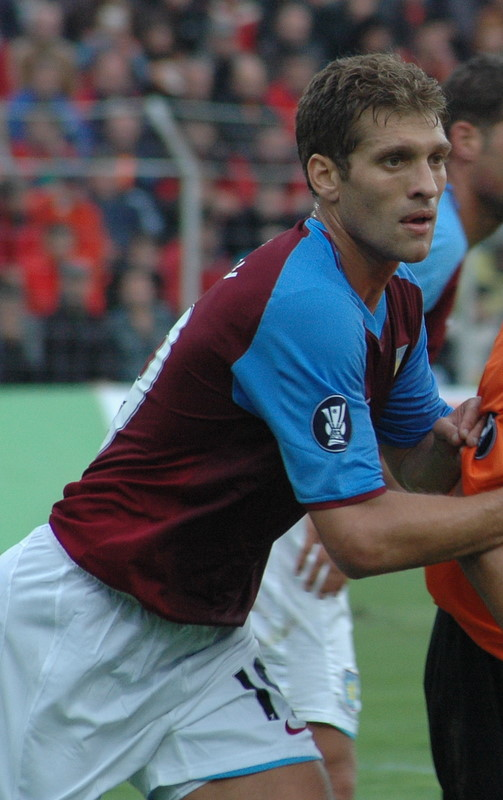
ستيليان بيتروف

ستيليان اليوشيف بيتروف (بالبلغارية: Стилиян Петров)، من مواليد 5 يوليو 1979 في مونتانا في بلغاريا، لاعب كرة قدم بلغاري.
بدأ مسيرته الكروية مع نادي سيسكا صوفيا في موسم 1998/1999، ولعب معهم 38 مباراة وسجل 3 أهداف، وفي عام 1999 انتقل إلى نادي سيلتك الإسكتلندي، ولعب معهم حتى عام 2006، وشارك معهم في 228 مباراة وسجل 55 هدف، ومنذ عام 2006 وهو يلعب مع نادي أستون فيلا الإنجليزي.
لاعب كرة قدم بلغاري فنان، ممتازة كيف ولا وهو الذي قهر جميع برشلونة بتسجيله هدفاً في برشلونة
عندما خسروا مع مانشستر سيتي في النو كام.
و قد بدأ باللعب مع منتخب بلغاريا لكرة القدم في عام 1998، وهو يلعب معهم حتى الآن.

## مسيرته الكروية
لعب ستيليان بيتروف خلال مسيرته الاحترافية مع 3 أندية في سبعة عشر موسمًا وسجل خلالها 67 هدفًا ضمن 455 مباراة. حيث فاز في ستة مواسم بالكأس وفي ستة مواسم بالدوري.
خاض ستيليان بيتروف مسيرته مع نادي سسكا صوفيا في موسم 1996–97 واستمر معه طيلة ثلاثة مواسم، مشاركًا في 43 مباراة سجل خلالها 3 أهداف. ثم انتقل إلى نادي سلتيك في موسم 1999–00 ليلعب معه ثمانية مواسم، حيث شارك في 227 مباراة سجل خلالها 55 هدفًا. لينتقل بعدها إلى نادي أستون فيلا في موسم 2006–07 ليلعب معه ستة مواسم، مشاركًا في 185 مباراة سجل خلالها 9 أهداف.

## روابط خارجية
- ستيليان بيتروف على موقع الاتحاد الدولي (مؤرشف)  (الإنجليزية)
- ستيليان بيتروف على موقع الاتحاد الأوربي (الإنجليزية)
- ستيليان بيتروف على موقع قاعدة بيانات كرة القدم.إي يو (الإنجليزية)
- ستيليان بيتروف على موقع ناشيونال فوتبول تيمز (الإنجليزية)
- ستيليان بيتروف على موقع Soccerbase.com (لاعب) (الإنجليزية)
- ستيليان بيتروف على موقع Soccerway.com (الإنجليزية)
- ستيليان بيتروف على موقع عالم كرة القدم.نت (الإنجليزية)
- ستيليان بيتروف على موقع كووورة
- ستيليان بيتروف على موقع AS.com (الإسبانية)